# Convento de Nuestra Señora del Carmen (Castellón de la Plana)
El convento de Nuestra Señora del Carmen, de la Orden de los Carmelitas Descalzos, sito en la calle Ros de Ursinos, 47, en Castellón de la Plana, en la comarca de la Plana Alta, es un conjunto catalogado, de manera genérica, como Bien de Relevancia Local, según la Disposición Adicional Quinta de la Ley 5/2007, de 9 de febrero, de la Generalitat, de modificación de la Ley 4/1998, de 11 de junio, del Patrimonio Cultural Valenciano (DOCV Núm. 5.449 / 13/02/2007), con código: 12.05.040-029.
Pertenece a la Diócesis de Segorbe-Castellón.
Durante el V aniversario del nacimiento de Santa Teresa de Jesús, el templo fue considerado como jubilar.

## Descripción histórico-artística
Las obras de la Iglesia de Nuestra Señora del Carmen se iniciaron el 2 de julio de 1929, pero a duras penas se fue más allá de colocar la primera piedra, y hubo que esperar hasta el 16 de marzo de 1942 para ver acabado el templo. El edificio se construyó siguiendo los planos del arquitecto de Castellón Godofredo Ros de Ursinos, cuyo trabajo se vio reforzado por las aportaciones al diseño realizadas por el arquitecto Alfonso Garín en la parte superior y las bóvedas, cuya factura es posterior a la Guerra Civil. El templo es de estilo neoclásico, siendo el único edificio de este estilo en la ciudad.
La advocación del templo es Nuestra Señora del Carmen, con una imagen de la misma, obra de Octavio Vicent, en el altar mayor, que fue bendecida en 1949 y situada en un camarín, decorado con pinturas de Rafael Cardells, y datadas en 1952, en las que aparecen los cuatro santos más célebres del Carmelo: San Elías, Santa Teresa de Jesús, San Juan de la Cruz y Santa Teresita.
La iglesia está llena de tesoros artísticos, en la capilla de la Comunión hay dos cuadros del padre Mauro de la Dolorosa y de Jorge Juan Fuentes, Cristo con los discípulos de Emaús y La Última Cena, respectivamente. En el altar del Niño Jesús de Praga, la imagen existente es del escultor carmelita Hermano Francisco del niño Jesús, discípulo de Mariano Benlliure. El altar del Santo Cristo se decora con frescos el pintor Ramón Catalán, datado de 1953, representando el misterio de la Crucifixión de Nuestro Señor. También son destacables los retablos de San José y Santa Teresa, datados de la década de los años 60; unos lienzos de Juan de Dios Morenilla, el altar de Santa Teresita; así como las reliquias de diversos santos carmelitas como San Simón Stock.
En el año 2012 la comunidad de monjes residente en el convento se reducía a tres frailes, que tenían a su cargo además la parroquia de Nuestra Señora del Carmen. De esta manera, una de las comunidades religiosas de mayor supremacía en cuanto a número de miembros en Castellón estaba en franca decadencia en la primera década del siglo XXI.
El conjunto monacal está formado además de por la parroquia, por el edificio conventual, que llegó a ser seminario y colegio concertado (Colegio San Juan de la Cruz).